# Johann Baptist Chiari
Johann Baptist Chiari (15. června 1817, Salcburk – 11. prosince 1854, Vídeň) byl rakouský porodník a gynekolog.

## Životopis
Chiari studoval ve Vídni a v roce 1841 promoval na doktora s prací De legibus mechanicis motus muscularis. V roce 1842 se stal asistentem na porodnické fakultě u profesora Johanna Kleina (1788–1856). V roce 1849 habilitoval. Jako profesor porodnictví působil v roce 1853 v Praze. V roce 1854 byl jmenován profesorem na Collegium-Medico-Chirurgicum-Josephinum ve Vídni.
Chiari zemřel na choleru. Byl otcem laryngologa Ottokara von Chiari (1853–1918) a patologa Hanse von Chiari.

## Dílo
Po něm a Richardu Frommelovi je pojmenován Chiariho-Frommelův syndrom.
Spolu s Carlem Braunem (1822–1891) a Josephem Späthem (1823–1896) vydal první lékařskou učebnici (Klinik der Geburtshilfe und Gynäkologie, Erlangen, Enke, 1855) ve které přijali poznatky Ignaze Semmelweise o nutné hygieně rukou před porodnickým zásahem jako prevenci horečky omladnic.